# 鳩山玲人
鳩山 玲人（はとやま れひと、1974年 - ）は、日本の実業家。
鳩山総合研究所の代表取締役。UUUM株式会社のアドバイザリーボード（顧問）、Zホールディングス株式会社取締役、LINE株式会社およびピジョン株式会社、トランスコスモス株式会社の社外取締役。元サンリオの経営陣としても知られる。

## 略歴
商社マンの父・鳩山明と母・久江の長男として生まれる。高校1年生のときに父親を亡くす。帰国子女で英語が得意だったことから、1年間の浪人を経て、青山学院大学国際政治経済学部に入学する。1997年に同大学（石倉洋子ゼミ）卒業後、三菱商事に入社し、エイベックスやローソンなどのメディア・コンテンツビジネスに携わる。2006年に渡米し、2008年にハーバード・ビジネス・スクールでMBAを取得する。同年、サンリオ創業者の息子である辻邦彦副社長に誘われ、同社米国法人のCOOとなる。2010年に取締役事業戦略統括本部長に就任する。2013年からサンリオの常務取締役を務め、2016年6月23日に任期満了として退任した。同年鳩山総合研究所代表取締役、LINE取締役、トランスコスモス取締役。2021年Zホールディングス取締役監査等委員。
その他、DeNAの社外取締役も務めていた。
サンフランシスコ在住。

## 著書
- 『桁外れの結果を出す人は、人が見ていないところで何をしているのか』 （2013年12月、幻冬舎） ISBN 978-4344024991
- 『世界の壁は高くない』（2015年11月、廣済堂出版） ISBN 978-4331519820
- 『世界のエリートがやっている どこでも通用する実力がつく仕事筋トレーニング』（2016年9月、サンマーク出版） ISBN 978-4763135292
- 『世界のエリートは10冊しか本を読まない』（2017年7月、SBクリエイティブ） ISBN 978-4797389517
- 『シリコンバレーで結果を出す人は何を勉強しているのか』 （2022年3月、幻冬舎） ISBN 978-4344986510

## 親族
- 父 - 鳩山明（三井物産社員）
- 子：3人（鳩山玲郎、玲可、玲邦）
- 父方の親族
  - 高祖父（祖父の母方祖父） - 菊池大麓（数学者、政治家、東京帝国大学・京都帝国大学総長）
    - 菊池大麓の子孫には他に主な人物として、菊池正士、美濃部亮吉、藤岡幸夫などがいる。

  - 鳩山家一族
    - 高祖父（祖父・祖母の父方祖父） - 鳩山和夫（外交官、衆議院議長、早稲田大学学長）
    - 曾祖父（祖父の父） - 鳩山秀夫（法学者、政治家、鳩山一郎の弟）
    - 祖父 - 鳩山道夫（ソニー常務取締役・初代研究所所長）
    - 曾祖父（祖母の父） - 鳩山一郎（首相、自由民主党初代総裁）
    - 祖母 - 鳩山玲子
    - 父の母方従兄弟かつ父方又従兄弟（玲子の甥、秀夫の従甥） - 鳩山由紀夫、鳩山邦夫